# Castillo de Marinyén

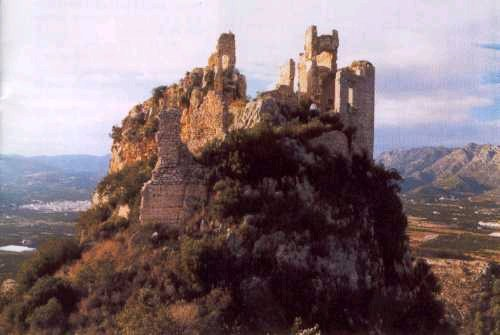
Castillo de Marinyén

El castillo de Marinyén/Mariñén/Marinyent (también conocido como Castillo de la Reina Mora, Castillo de Benifairó)   es una antigua fortificación musulmana situada en el municipio de Benifairó de la Valldigna en la provincia de Valencia, España. Está protegido como bien de interés cultural, con anotación ministerial R-I-51-0010910 de fecha 24 de octubre de 2002.

## Emplazamiento
El castillo se encuentra a 2,5 kilómetros al sudeste de la población de Benifairó de la Valldigna sobre la cima y sobre la vertiente noroeste de un escarpado monte de unos 237 metros sobre el nivel del mar, que se sitúa en medio de dos profundos barrancos que la flanquean por el nordeste (barranco del Raboser) y sudoeste (barranco del Castillo) que descienden por la Umbría de la Valldigna hasta la llanura.

## Descripción
Se trata de una fortaleza de origen árabe construida a finales del siglo XI, con posteriores reformas cristianas realizadas por los monjes cistercienses.
Cuenta con dos recintos amurallados que se conservan en parte a los que se accede por la puerta de Albacar, construida con arco rebajado de mampostería.
En el primer recinto, adaptado a la topografía se situaban las viviendas del poblado, construidas con tapial.
El segundo recinto, situado en la parte más elevada, conserva una capilla gótica del siglo XIV construida con sillares, con bóveda de crucería y huecos de muros de facción gótica. Cuenta este recinto con dos aljibes uno rectangular y otro cuadrado, así como otras construcciones realizadas también con sillares.

## Historia
Inicialmente este castillo tuvo la función de refugio de la población que habitaba en las alquerías próximas.
En el libro del Repartimiento, este castillo toma el nombre de Marignen o Marynen y el nombre de Reina Mora deriva de una leyenda según la cual una reina se tiró al precipicio desde este castillo.
Jaime II otorga en 1287 el señoría a los monjes cistercienses, construyéndose diferentes estructuras en la parte más alta.
Este castillo participó en 1364 en la Guerra de la Unión entre Castilla y Aragón como refugio de los monjes al ser invadidas estas tierras por las tropas castellanas.
A partir del siglo XVII con la expulsión de los moriscos, el castillo pierde su interés.
En marzo de 2020 entra en la lista roja del Patrimonio.